# 方天戟

右が方天戟。その隣が、方天戟から派生した青龍戟。中央の二つが戟。

方天戟（ほうてんげき、満州語：ᡬᠢᠵᡠᠨ　転写：gijun）は北宋代の武器。機能上は戟の一種に分類されるが、槍から発展した武器である。
槍のような刃の両側に左右対称に「月牙」と呼ばれる三日月状の刃が付いている。「月牙」が片方にのみ付いているものは青龍戟、戟刀と呼ばれる。日本の十文字鎌槍や西洋のハルバードに似て、「切る」「突く」「叩く」「薙ぐ」「払う」といった複数の用法をもつ、オールマイティーな武器であったと考えられている。この武器に改良が加えられて、小説『三国志演義』にて呂布が愛用する方天画戟へと変わっていく。